# Forca Ajrore

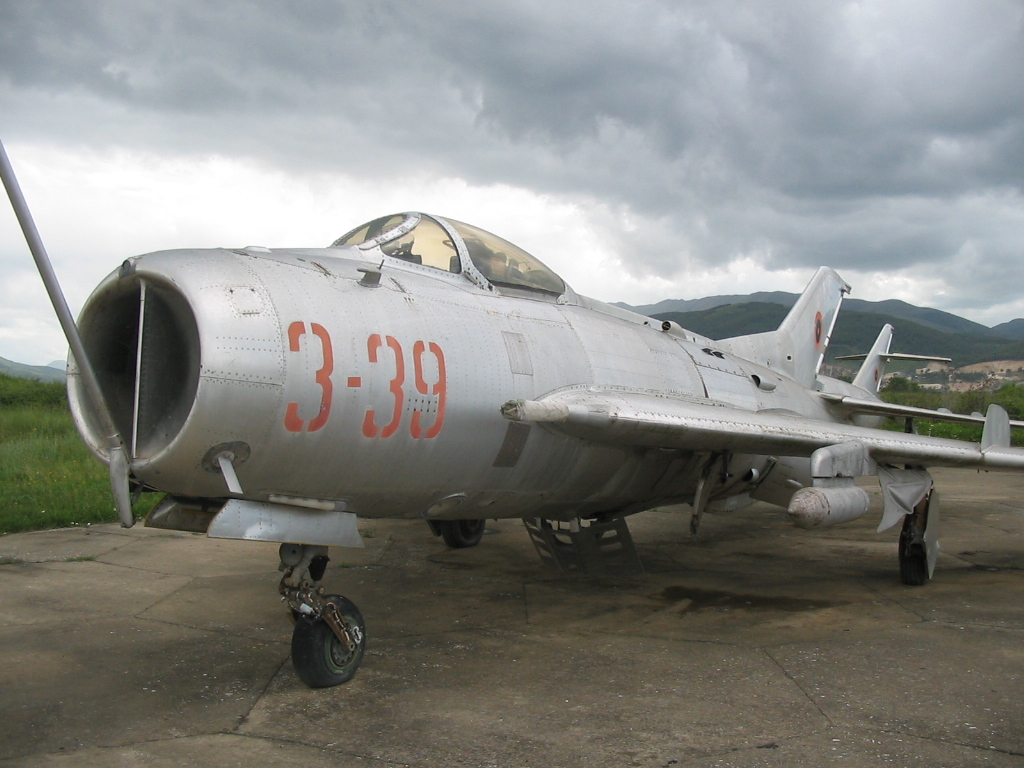
Uno Shenyang J-6C.

La Forca Ajrore (ovvero Forza Aerea in italiano), spesso abbreviata in FASH, è l'attuale aeronautica militare albanese e parte integrante delle sue forze armate. Attualmente opera sotto il comando dell'Albanian Joint Forces Command della NATO ed è organizzata in una brigata aerea. Il quartier generale è a Tirana e opera da due basi: Kuçovë e Tirana.

## Storia
Il Corpo Aereo Albanese (o Albanian Air Corps), venne formato verso il 1914, quando il governo albanese ordinò dall'Austria-Ungheria tre Lohner Daimler, formando così il primo nucleo di volo. L'inizio della prima guerra mondiale bloccò le consegne, e la piccola aviazione albanese rimase senza velivoli. Mantenne la designazione Corpo Aereo Albanese fino all'occupazione italiana del Regno di Albania nel 1939, pur non avendo mai avuto una sua componente aerea di una certa consistenza.
Verrà ricomposta nel 1946 con l'attuale nome Forcat Ajrore Shqiptare. La neonata aeronautica venne dotata di velivoli di produzione sovietica, ed il primo reparto ricevette in dotazione gli Yakovlev Yak-9. I primi velivoli a reazione furono i Mikoyan-Gurevich MiG-15, giunti ufficialmente il 15 maggio 1955 e seguiti entro breve dai Mikoyan-Gurevich MiG-17. Alcuni dei MiG-15 ricevuti dall'Albania erano esemplari che avevano combattuto nella guerra di Corea. L'ossatura principale dell'aeronautica militare albanese fu il Mikoyan-Gurevich MiG-19 "Farmer". Infatti 15 MiG-19PM, vennero consegnati dall'Unione Sovietica nell'ottobre del 1959. Piloti e specialisti vennero inviati in Russia per compiere un ciclo di addestramento sui caccia ognitempo MiG-19PM.
Quando i rapporti con l'Unione Sovietica iniziarono ad incrinarsi, l'Albania si rivolse alla Cina per la fornitura di materiale aereo e pezzi di ricambio e così un numero significativo di caccia Shenyang J-6 (copia cinese del MiG-19S), giunse in Albania. Nel corso degli anni settanta, l'Albania scambiò il suo lotto di MiG-19PM "Farmer-E" sovietici con 12 caccia avanzati Chengdu J-7A (la copia cinese del Mikoyan-Gurevich MiG-21). Due di questi velivoli andranno perduti nel corso degli anni settanta per incidenti, mentre altri otto dovettero rimanere a terra per mancanza di batterie adatte ai velivoli.
In totale, tra gli anni settanta e l'inizio degli anni ottanta, l'aeronautica albanese ricevette un totale di 72 Shenyang J-6C, 12 Chengdu J-7A, una squadriglia era equipaggiata con i MiG-17, ed un considerevole numero di MiG-15bis e di biposto da addestramento MiG-15UTI, oltre a quattro aerei da trasporto sovietici Ilyushin Il-14.
Un reparto della dimensione di un gruppo di Shijiazhuang Y-5, venne schierato a Tirana, mentre l'Accademia Aeronautica, con due gruppi di addestratori Yakovlev Yak-18 per la formazione basica dei futuri piloti, era basata a Valona. La componente elicotteristica poteva disporre di 37 elicotteri Harbin Z-5 (versione cinese del Mil Mi-4), basati a Farka-Tirana, mentre un prototipo di bombardiere leggero Harbin H-5 (versione cinese dello Ilyushin Il-28) era basato a Rinas.
Le relazioni tra Albania e Unione Sovietica iniziarono ad incrinarsi tra la fine degli anni cinquanta e l'inizio degli anni sessanta, così che la manutenzione dei velivoli iniziò ad essere carente causando anche degli incidenti mortali. A risentirne furono soprattutto i MiG russi che ebbero problemi con la motorizzazione, principalmente per la mancanza di combustibile specifico. Per tale motivo l'Albania venne costretta a cercare di produrre motori in loco adatti al tipo di combustibile in uso pur non avendo la tecnologia per produrre motori a reazione efficienti. Nel 1961, la raffineria di Kuçovë riuscì a produrre uno specifico tipo di cherosene chiamato TSI che però non era adatto ai motori impiegati e fu una delle principali cause degli incidenti aerei occorsi all'Aeronautica albanese: tra il 1955 e 2005 ci furono ben 35 incidenti mortali a causa di problemi ai velivoli MiG. All'inizio degli anni novanta, venne fatto un ulteriore sforzo per mantenere in condizione di volo i MiG, ricevendo pezzi di ricambio dalla Bulgaria e motori dalla ex Repubblica Democratica Tedesca. Nel 2004 l'Albania aveva ancora 117 J-6C, sebbene la maggior parte non era in condizioni di volo, e solo 12 Chengdu J-7A, di cui solo due erano in condizione di volare. I caccia albanesi furono definitivamente messi a terra alla fine del 2004 dopo l'ultimo incidente mortale a un J-6C in decollo dall'Aeroporto di Tirana-Rinas.
Dal novembre del 2006, la Forcat Ajrore Shqiptare si è dotata di una nuova struttura, con una Brigata Aerea che fa parte del Comando Forze Unite Albanesi (Albanian Joint Forces Command), e dal 2009, la Brigata Aerea albanese opera esclusivamente con mezzi ad ala rotante. Inizialmente faceva parte della Brigata Aerea anche un Battaglione Difesa Aerea, dotato di 37 batterie antiaeree, ma anche il sistema missilistico è stato praticamente smantellato negli anni successivi.

## La FASH in azione
Le prime operazioni di combattimento AAF furono intraprese dal reggimento antiaereo Ali Demi. Nell'agosto del 1948, le unità KA (Kundër Ajrore: ita:Antiaerea)colpirono e abbatterono un aereo greco Spitfire che aveva violato lo spazio aereo albanese per una missione di spionaggio. L'aereo greco fu distrutto e il pilota fu trovato morto. Nell'agosto 1949 le unità KA dello stesso reggimento colpirono e abbatterono un altro aereo greco durante le provocazioni di agosto. L'aereo greco, danneggiato dal fuoco KA, fu costretto ad atterrare nell'area dove fu catturato dalle unità di combattimento albanesi. Il pilota greco fu catturato e imprigionato come prigioniero di guerra.Le unità AAF videro la loro prima azione di combattimento nel 1957. Il 23 dicembre di quest'anno, un aereo americano T-33 Shooting Star violò lo spazio aereo albanese. Due MiG-15 decollarono dalla base aeronautica di Kucova, pilotata da Anastas Ngjela e Mahmut Hysa. L'aereo americano fu circondato e costretto ad atterrare sulla pista incompiuta dell'aeroporto di Rinas. L'aereo fu sequestrato e il pilota americano fu catturato. Il pilota americano fu rilasciato l'11 gennaio 1958, mentre l'aereo era ospitato nel museo del castello di Gjirokastra, dove rimane oggi. Nel 2015 l'artista visivo Armando Lulaj ha ridisegnato simbolicamente l'aereo americano durante la produzione del cortometraggio "Repetition".
Il 31 dicembre 1958, pochi mesi dopo l'incidente, un altro aereo straniero ha violato lo spazio aereo albanese. Si trattava di un aereo da trasporto DC-7 Independent Air Travel che volava dalla Germania a Singapore. Sono stati lanciati due MiG-15 per catturarlo. L'aereo fu circondato e costretto ad atterrare all'aeroporto di Kuçova. I 5 piloti e l'aereo civile furono successivamente rilasciati il 4 gennaio 1959 dopo che fu accertato che era solo un errore di navigazione. Il 31 dicembre 1959, un altro aereo straniero fu intercettato dal jet di base Kuçova. Questo era uno C-54 utilizzato dalla CIA per spedire armi in Indonesia. L'aereo fu costretto ad atterrare alla base di Kucova e i piloti e gli aerei furono quindi rilasciati per tornare in Inghilterra. Una vittoria importante dell'AAF.
Il 21 luglio 1967 si verificò un grave incidente nello spazio aereo albanese. Un aereo jugoslavo F-84 Thunderjet, armato di razzi non guidati e bombe, ha violato lo spazio aereo dell'Albania vicino a Dibër, volando in direzione di Peshkopi-Martanesh-Tirana. Il numero di registrazione jugoslavo n. 11 fu dispiegato all'aeroporto militare di Zemun, a circa 15-20 km a nord-ovest di Belgrado. L'aereo è stato pilotato da Boidar Vojevic e il suo compito era di volare a Kumanovo, l'aeroporto militare della Macedonia, dove avrebbe partecipato all'addestramento. I servizi radar non sono riusciti a rilevare la violazione dello spazio aereo albanese perché l'aereo jugoslavo stava volando basso dopo il rilievo. L'aereo è stato individuato solo quando si è avvicinato alla base dell'aeronautica militare a Rinas. Tre aerei da combattimento MiG-19, comandati dai piloti Koco Biku, Mahmut Hysa e Gezdar Veipi, decollarono dalla base aeronautica di Rinas per intercettare l'aereo jugoslavo. L'aereo jugoslavo fu circondato e costretto ad atterrare alla Base aerea Rinas. Dopo l'atterraggio, il pilota jugoslavo dichiarò di aver perso l'orientamento durante il volo. L'aereo e il pilota sono tornati in Jugoslavia dopo un accordo tra Albania e Jugoslavia.

## Basi aeree
- Base aerea di Gjadër (R), a Dajç, frazione di Alessio

Coordinate: 41° 53' 43 N 19° 35' 55 E (41,895277, 19,598611). Codice nella FASH: LAGJ. La base viene utilizzata per lo stoccaggio dei velivoli non più operazionali. Nel 1995 da questa base hanno operato gli aeromobili a pilotaggio remoto Predator nelle loro missioni sulla Bosnia ed Erzegovina.
- Base aerea Rinas (A)

Coordinate: 41°24´53 N, 019°43´14 O
Codice nella FASH: TIA/LATI
- Base aerea di Kuçovë (A)

Coordinate: 40° 46' 19 N 19° 54' 7 O
Codice nella FASH: LAKC
- Base aerea Gjirokastër (Argirocastro) (R)

Coordinate: 40° 5' 14 N 20° 9' 11 O
Codice nella FASH: LA10
- Base aerea Korçë Veriperëndim (Coriza) (R)

Coordinate: 40° 38' 45 N 20° 44' 29 O (40,645833, 20,741388)
Codice nella FASH: LAKO
- Base aerea Vlore (Valona) (R)

Coordinate: 40° 28' 34 N 19° 28' 27 O
Codice nella FASH: LAVL

## Organizzazione
La FASH è organizzata su una struttura gerarchica, nella quale il comandante della forza controlla le attività della FASH. Sotto il comando della Forza Aerea sono posti il Distaccamento Aereo (Detashmenti Ajror), il Reggimento Elicotteri (Regjimenti i Helikopterëve), l'Accademia della Forze Aeree Albanesi (Akademia e Forcës Ajrore Shqiptare), la Forza di Difesa Antiaerea (Forcat e Mbrojtes Ajrore), il Servizio Meteorologico (Shërbimi Meteologjik) e il Battaglione Logistico della Forza Aerea (Batalioni Logjistik i Forcave Ajrore).

## Aeromobili in uso
Sezione aggiornata annualmente in base al World Air Force di Flightglobal del corrente anno. Tale dossier non contempla UAV, aerei da trasporto VIP ed eventuali incidenti accorsi durante l'anno della sua pubblicazione. Modifiche giornaliere o mensili che potrebbero portare a discordanze nel tipo di modelli in servizio e nel loro numero rispetto a WAF, vengono apportate in base a siti specializzati, periodici mensili e bimestrali. Tali modifiche vengono apportate onde rendere quanto più aggiornata la tabella.
Nella FASH operano vari tipi di elicotteri, mentre tutti gli aeroplani da combattimento sono stati dismessi nel 2005.
| Aeromobile                           | Origine     | Tipo                        | Versione (denominazione locale) | In servizio (2024) | Note                                                                                                 | Immagine                                                       |
| Aeromobili a pilotaggio remoto - UAV |             |                             |                                 |                    | |                                                                |
| Baykar Bayraktar TB2                 | Turchia     | UAV                         | TB2                             | 3                  | 3 TB2 ordinati il 20 dicembre 2022. Entrati in servizio il 4 marzo 2024.                             |                                                                |
| Elicotteri                           |             |                             |                                 |                    | |                                                                |
| MBB Bo 105                           | Germania    | elicottero leggero          | Bo 105E-4                       | 4                  | 8 consegnati nel 2006.                                                                               |                                                                |
| Eurocopter AS 532 Cougar             | Francia     | SAR                         | AS 532UL                        | 4                  | |                                                                |
| Eurocopter EC 145                    | Francia     | elicotteri da trasporto VIP | EC 145                          | 2                  | 2 consegnati.                                                                                        | su aaf.mil.al Archiviato il 12 marzo 2016 in Internet Archive. |
| Agusta A109                          | Italia      | elicotteri da trasporto VIP | A109C                           | 1                  | 1 consegnato.                                                                                        |                                                                |
| Agusta-Bell AB205                    | Italia      | elicotteri utility          | AB205A-1                        | 3                  | |                                                                |
| Agusta-Bell AB206                    | Italia      | elicotteri utility          | AB206C-1                        | 3                  | 7 AB-206C-1 ex Esercito Italiano consegnati dal 2002.                                                |                                                                |
| Sikorsky UH-60 Black Hawk            | Stati Uniti | elicotteri utility          | UH-60A                          | 2                  | 3 UH-60A ex US Army ordinati a maggio 2020, con i primi due esemplari consegnati il 13 gennaio 2024. |                                                                |

## Aeromobili ritirati
- Chengdu J-7A - 12 esemplari (1965-2004)[13][14][15]
- Shenyang J-6C- 72 esemplari (?-2004)[2]
- Shenyang JJ-6- 12 esemplari (?-?)[16]
- Mikoyan-Gurevich MiG-19PM Farmer - 15 esemplari (1959-65)[2]
- Ilyushin Il-28 Beagle - 1 esemplare (1957-1971)[17]
- Harbin H-5 - 1 esemplare (1971-1992)[17]
- Yakovlev Yak-18 Max
- Mikoyan-Gurevich MiG-17 Fresco
- Mikoyan-Gurevich MiG-15bis Fagot
- Mikoyan-Gurevich MiG-15UTI
- Ilyushin Il-14 Crate
- Harbin Z-5 - 37 esemplari (?-?)
- Shijiazhuang Y-5
- Yakovlev Yak-9